# 집단분쟁조정제도
집단분쟁조정제도란 한국의 제도로 여러 소비자가 동일하거나 유사한 피해가 발생한 경우 한국소비자원 내의 소비자분쟁조정위원회에서 일괄적으로 분쟁조정을 하는 제도를 말한다. 복잡한 소송 없이 피해보상을 받을 수 있고 분쟁조정에 참여하지 않은 소비자까지 영향을 미칠 수 있다.

## 같이 보기
- 집단소송제

## 참고 문헌
- 소비자분쟁조정위원회 집단분쟁조정제도 소개